# Cordyloporus tigrinus
Cordyloporus tigrinus är en mångfotingart som beskrevs av Cook 1896. Cordyloporus tigrinus ingår i släktet Cordyloporus och familjen Chelodesmidae. Inga underarter finns listade i Catalogue of Life.